# Вольфф, Сьюзи

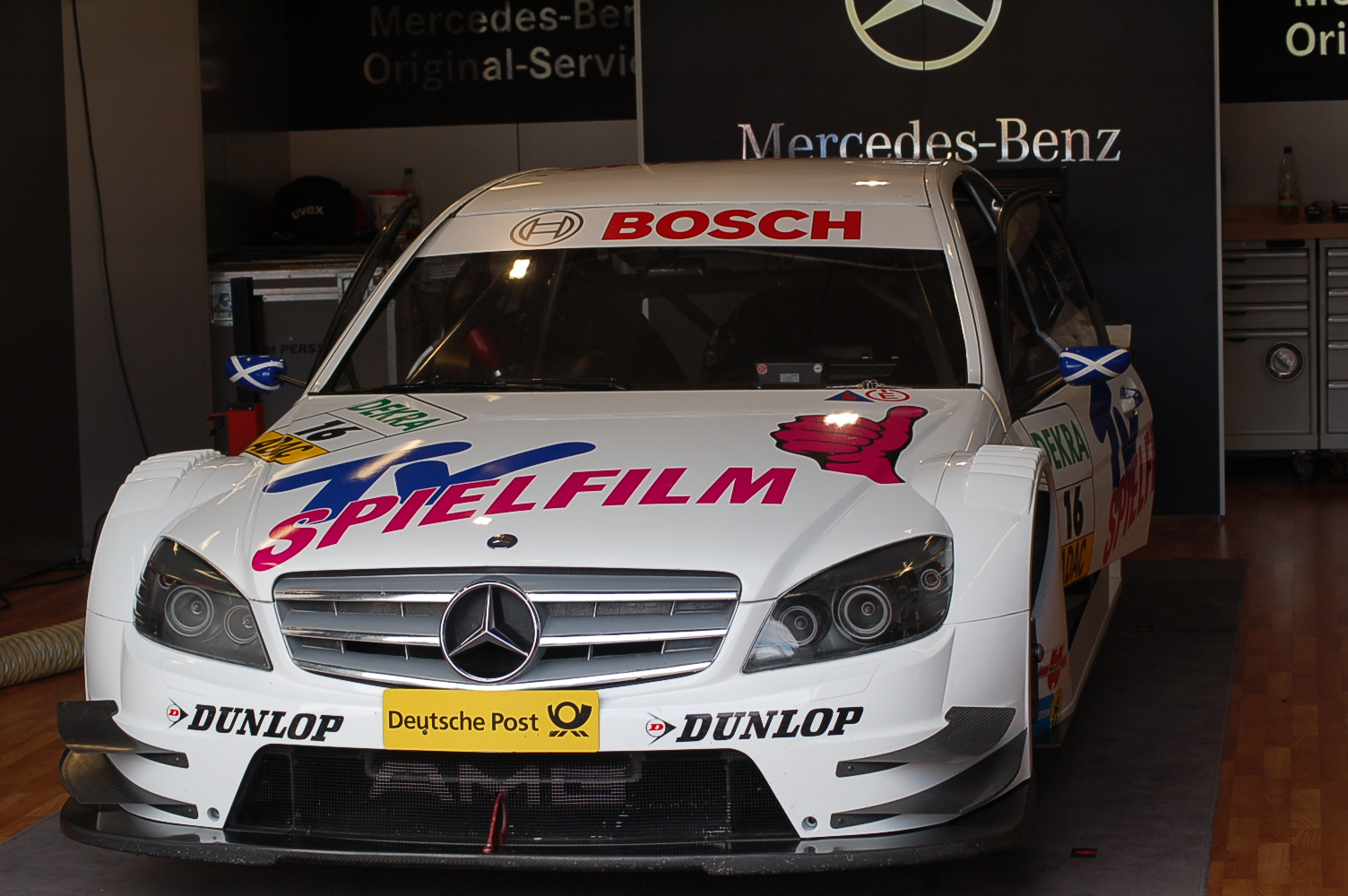
Автомобиль Сьюзи Стоддарт в 2008

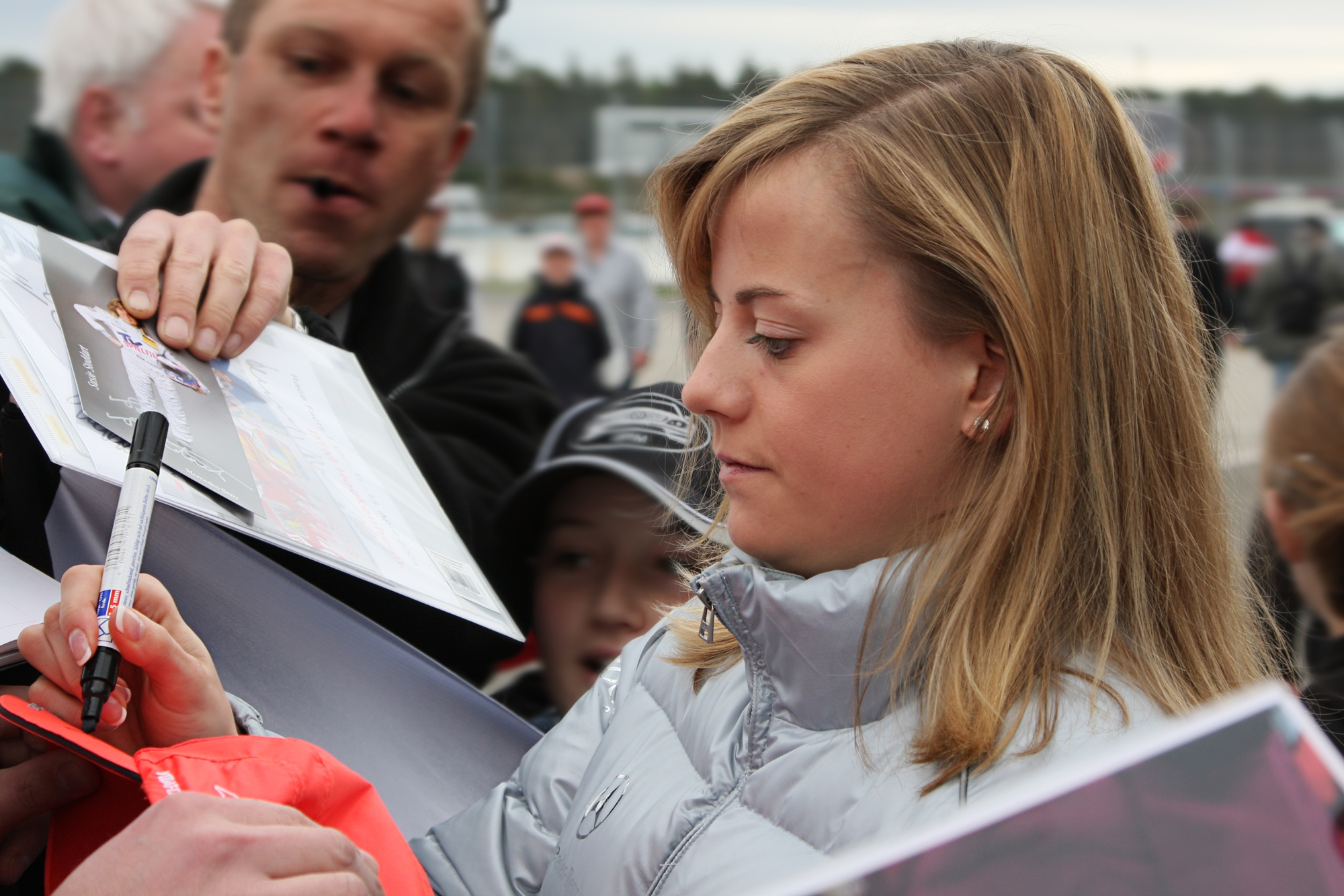
Сьюзи Стоддарт в 2008

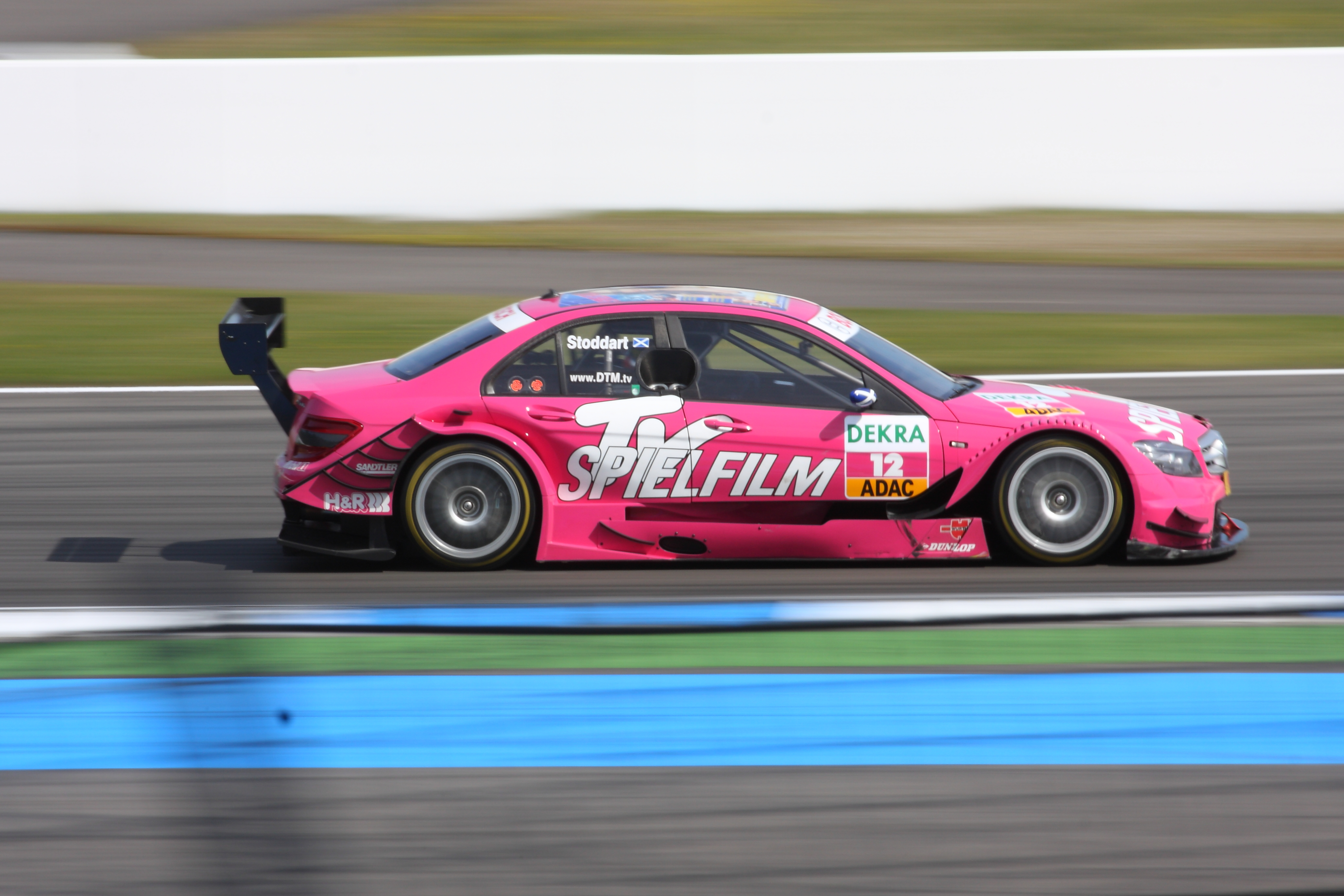
Автомобиль Сьюзи Стоддарт в 2010

Сьюзи Вольфф (англ. Susie Wolff); до замужества Стоддарт (англ. Stoddart); род. 6 декабря 1982 года в г. Обан — профессиональная гонщица из Шотландии. Она достигла результатов в разных видах автоспорта начиная с картинга, Формула-Рено, Формула-3. В октябре 2011 вышла замуж за бывшего гонщика, акционера команды DTM HWA и команды Формулы-1 Williams Тото Вольффа и сменила фамилию Стоддарт на Вольфф.

## Карьера

### Начало карьеры
Сьюзи начала заниматься картингом в раннем возрасте и в 1996 году она была признана British Women Kart гонщиком года. В 1997 году участвовала в ряде соревнований различных категорий картинга и занимала первые места в некоторых из них. В 1998 году она перешла в Scottish Junior Intercontinental "A" и заняла 10 место в своем первом сезоне в классе.
В 1999 году выступала в British Formula “A” Championship и заняла 13 место.

### Формула Renault
В 2001 году Сьюзи ушла из картинга в большой автоспорт. В 2001 году дебютирует в Formula Renault Зимняя серия, где она выступала за команду Motaworld Racing Team. В 2002 году выступала в Formula Renault полный Чемпионат Великобритании за команду DFR Racing. В 2003 году на чемпионате Formula Renault она впервые финишировала на подиуме. В этом году она добилась признания за свои усилия, и была выбрана в качестве одного из финалистов престижной премии BRDC McLaren Autosport Young Driver.
В 2004 году участвовала в Formula Renault Чемпионат Великобритании, на этот раз за гоночную команду Racing Comtec, и закончила чемпионат на пятой позиций с 3 подиумами.

### Формула 3
В 2005 году Сьюзи перешла в британскую Формулу-3 в команду Alan Docking Racing, но её сезон был сорван из-за травмы лодыжки, полученной в зимний период. Она также сообщила о своем появления в Porsche Carrera Cup GB в июне.

### DTM
В 2006 году Сьюзи начала выступать в серии DTM — немецкой кузовной серии, одном из крупнейших кузовных чемпионатов в мире. Она ездила на Mercedes-Benz C-класса купе 2004 года в команде Mucke Motorsport с такими товарищами по команде, как Штефан Мюкке и Даниэль ля Роса. Она успешно дебютировала в серии, добившись 6 побед среди машин 2004 года. Её лучшим финишем было 9 место в общем зачёте на последнем этапе сезона на трассе Хоккенхаймринг.
В сезоне 2008 года Сьюзи перешла в Persson Motorsport, где она выступала с Матиасом Лаудой и Гэри Паффеттом. Лучшее выступление Сьюзи в том году было на Норисринге в июне, где она финишировала на 10-м месте.
В 2010 сезоне заняла 7-е место на Лаузицринге. Это пока её лучший результат в серии DTM.

### Формула-1
В апреле 2012 года было объявлено, что Сьюзи примет участие в молодёжной программе команды Williams, совладельцем которой является её муж Тото Вольфф.
В сезоне 2013 года стала тест-пилотом команды Williams. 19 июля 2013 года проехала Молодёжные тесты на трассе Сильверстоун (трасса), показав 9 время.
В сезоне 2014 года Сюзи продолжает оставаться в роли тест-пилота команды Williams. 14 мая 2014 года проехала второй день внутрисезонных тестов на трассе Барселона-Каталунья. Также, она проехала, впервые для себя, Первую часть свободных заездов на Гран-при Великобритании 2014 года и стала первой с 1992 года (после Джованны Амати) женщиной, пилотировавшей в «Формуле-1» по ходу Гран-при. Но из-за технических неисправностей проехала 4 круга. На Гран-при Германии 2014 года в Первой части свободных заездов проехала 22 круга.
4 ноября 2015 года Сюзи Вольфф заявила о завершении гоночной карьеры по окончании сезона.

## Результаты выступлений вDTM
| Легенда к таблице |                                                                    |
| --- | ------------------------------------------------------------------ |
| В таблице перечислены результаты всех гонок, в которых принимал участие гонщик. Строками таблицы являются сезоны, столбцами — этапы соревнований. В каждой клетке указаны сокращённое название этапа и результат, дополнительно обозначенный цветом. Расшифровка обозначений и цветов представлена в нижеследующей таблице. |                                                                    |
| \| Пример \| Описание \| \| ------------ \| ------------------------------------------------------------------ \| \| 1 \| Победитель \| \| 2 \| Второе место \| \| 3 \| Третье место \| \| 5 \| Финишировал, заработав очки \| \| Сход \| Не финишировал, но при этом заработал очки \| \| 12 \| Финишировал, не получив очков \| \| НКЛ \| Финишировал, но не попал в финальную классификацию \| \| 15 \| Участвовал вне зачёта, либо по отдельной классификации \| \| 18 \| Не финишировал, но попал в финальную классификацию \| \| Сход \| Не финишировал \| \| НКВ \| Не прошёл квалификацию \| \| НПКВ \| Не прошёл предквалификацию \| \| ДСК \| Дисквалифицирован \| \| ИСК \| Исключён из протокола соревнований \| \| ТТ \| Заявлен для участия только в тренировках \| \| НС \| Участвовал в квалификации, но не стартовал в гонке \| \| Т \| Травмирован или болен \| \| ОТК \| Отказ от участия \| \| НТР \| Прибыл на соревнования, но на трассу не выезжал \| \| НПР \| Был заявлен в числе участников, но не прибыл к началу соревнований \| \| О \| Соревнования отменены \| \| \| Не участвовал \| \| Поул-позиция \| \| \| Быстрый круг \| \| |                                                                    |
| Пример | Описание                                                           |
| 1 | Победитель                                                         |
| 2 | Второе место                                                       |
| 3 | Третье место                                                       |
| 5 | Финишировал, заработав очки                                        |
| Сход | Не финишировал, но при этом заработал очки                         |
| 12 | Финишировал, не получив очков                                      |
| НКЛ | Финишировал, но не попал в финальную классификацию                 |
| 15 | Участвовал вне зачёта, либо по отдельной классификации             |
| 18 | Не финишировал, но попал в финальную классификацию                 |
| Сход | Не финишировал                                                     |
| НКВ | Не прошёл квалификацию                                             |
| НПКВ | Не прошёл предквалификацию                                         |
| ДСК | Дисквалифицирован                                                  |
| ИСК | Исключён из протокола соревнований                                 |
| ТТ | Заявлен для участия только в тренировках                           |
| НС | Участвовал в квалификации, но не стартовал в гонке                 |
| Т | Травмирован или болен                                              |
| ОТК | Отказ от участия                                                   |
| НТР | Прибыл на соревнования, но на трассу не выезжал                    |
| НПР | Был заявлен в числе участников, но не прибыл к началу соревнований |
| О | Соревнования отменены                                              |
| | Не участвовал                                                      |
| Поул-позиция |                                                                    |
| Быстрый круг |                                                                    |

| Год  | Команда            | Машина                     | 1         | 2      | 3       | 4       | 5        | 6        | 7        | 8        | 9        | 10       | 11        | Позиция | Очки |
| ---- | ------------------ | -------------------------- | --------- | ------ | ------- | ------- | -------- | -------- | -------- | -------- | -------- | -------- | --------- | ------- | ---- |
| 2006 | Mücke Motorsport   | AMG-Mercedes C-Klasse 2004 | ХОК1 10   | ЛАУ 15 | ОШР 15  | БРХ 16  | НОР 14*  | НЮР Сход | ЗАН 12   | КАТ 15   | БУГ 13   | ХОК2 9   |           | 17      | 0    |
| 2007 | Mücke Motorsport   | AMG-Mercedes C-Klasse 2006 | ХОК1 Сход | ОШР 16 | ЛАУ 12  | БРХ 16  | НОР 16   | МУД 10   | ЗАН 17   | НЮР 18   | КАТ Сход | ХОК2 14  |           | 20      | 0    |
| 2008 | Persson Motorsport | AMG-Mercedes C-Klasse 2007 | ХОК1 16   | ОШР 14 | МУД 15  | ЛАУ 17* | НОР 10   | ЗАН 15   | НЮР 12   | БРХ 19   | КАТ Сход | БУГ 12   | ХОК2 Сход | 18      | 0    |
| 2009 | Persson Motorsport | AMG-Mercedes C-Klasse 2008 | ХОК1 Сход | ЛАУ 11 | НОР 10  | ЗАН 11  | ОШР 10   | НЮР 11   | БРХ 13   | КАТ 15   | ДИЖ 14   | ХОК2 16* |           | 16      | 0    |
| 2010 | Persson Motorsport | AMG-Mercedes C-Klasse 2008 | ХОК1 11   | ВАЛ 10 | ЛАУ 7   | НОР 15  | НЮР Сход | ЗАН 15   | БРХ Сход | ОШР 10   | ХОК2 7   | АДР 14   | ШАН 11    | 13      | 4    |
| 2011 | Persson Motorsport | AMG-Mercedes C-Klasse 2008 | ХОК1 12   | ЗАН 12 | РБР 13  | ЛАУ НС  | НОР 13   | НЮР 14   | БРХ 14   | ОШР Сход | ВАЛ 11   | ХОК2 15  |           | НК      | 0    |
| 2012 | Persson Motorsport | AMG Mercedes C-Coupé       | ХОК1 12   | ЛАУ 21 | БРХ 20* | РБР 14  | НОР Сход | НЮР 17   | ЗАН 12   | ОШР Сход | ВАЛ 13   | ХОК2 13  |           | НК      | 0    |

* — не финишировала, но была классифицирована, так как проехала более 90% всей дистанции гонки.